# San Bartolo (Quito)
San Bartolo ist ein Stadtteil von Quito und eine Parroquia urbana in der Verwaltungszone Eloy Alfaro im Kanton Quito der ecuadorianischen Provinz Pichincha. Die Fläche beträgt etwa 4 km². Die Einwohnerzahl lag im Jahr 2019 bei 77.919.

## Lage
Die Parroquia San Bartolo liegt südzentral in Quito knapp 5 km südsüdwestlich vom Stadtzentrum auf einer Höhe von etwa 2830 m. Der Río Machángara durchquert den östlichen Teil des Areals in nördlicher Richtung. Das Verwaltungsgebiet liegt zwischen der Avenida Pedro Vicente Maldonado (Fernstraße 28A) im Südosten und der Avenida Mariscal Sucre im Nordwesten. Die Avenida Teniente Hugo Ortiz und die Avenida Cardenal de la Torre durchqueren das Gebiet.
Die Parroquia San Bartolo grenzt im Osten an die Parroquia La Ferroviaria, im äußersten Südosten an die Parroquia La Argelia, im Süden an die Parroquia Solanda, im Westen an die Parroquias La Mena und Chilibulo sowie im Norden an die Parroquia La Magdalena.

## Barrios
Die Parroquia San Bartolo gliedert sich in folgende Barrios:
- Barrio Nuevo
- Clemente Ballén
- Coop. 5 de Agosto
- El Calzado
- La Gatazo
- Los Arrayanos
- Quito Sur
- San Bartolo
- Santa Anita
- Teniente Hugo Ortiz